# Ingela Lekfalk
Britt Ingela Lekfalk, född 30 mars 1968, är en svensk dokumentärfilmare och radioproducent.
År 1994 började hon på Sveriges Radio där hon producerat närmare 500 barnprogram, flera julkalendrar samt ett antal radio– och filmdokumentärer. Sedan 2000 driver hon ett eget företag som producerar utbildningar, scenisk produktion och dokumentärfilm.
Lekfalk har även arbetat som producent på Luleå stadsteater och som solist i Con Brio Big Band och som dansbandssångerska. Idag är hon redaktör på kulturredaktionen för västerbottentidningen Norran. Lekfalk startade Norrbottens Kraftsamling.
Som projektledare har Lekfalk startat Q.S media, ett arbete för att öka kvinnors företagande i Sverige. Tur och retur - mot främlingsfientlighet, för mångfald och om utanförskap är också ett projekt som Lekfalk tagit initiativ till. Ingela har även blivit utnämnd dramatiker efter sina olika pjäser och musikaler.

## Filmografi
Manus
- 2000 – Mjuka paket
- 2001 – Pappas pojkar
- 2001 – Lite snälla
- 2006 – Saras värld
- 2008 – Jenny – Gud och tystnader
- 2010 – Hur kunde hon
- 2011 – Tjejer typ tolv
- 2018 – Underdogs

Producent
- 2000 – Mjuka paket
- 2001 – Pappas pojkar
- 2001 – Lite snälla
- 2006 – Saras värld
- 2008 – Jenny – Gud och tystnader
- 2010 – Hur kunde hon
- 2011 – Tjejer typ tolv
- 2018 – Underdogs

Regissör
- 2000 – Mjuka paket
- 2001 – Pappas pojkar
- 2001 – Lite snälla
- 2006 – Saras värld
- 2008 – Jenny – Gud och tystnader
- 2010 – Hur kunde hon
- 2011 – Tjejer typ tolv
- 2018 – Underdogs